# Hendrik V van Schoten
Hendrik V van Schoten (1252-1268/9) was de heer van Schoten en Breda.

## Leven
Zijn vader was Hendrik IV van Schoten, van wie de burgers van Breda in 1252 een aantal privileges kochten, die doorgaans als stadsrechten golden. In 1254 volgt Hendrik zijn vader op als heer van Breda. 
Na drie jaar verloofd te zijn geweest huwde Hendrik V in 1266 met Sofia van Berthout van Mechelen, maar hij stierf enkele jaren later kinderloos in de winter van 1268/1269. Na zijn dood werd hij opgevolgd door zijn zuster Isabella, die trouwde met Arnoud van Leuven.